# 51-ша загальновійськова армія (РФ)
51-ша загальновійськова армія (51 ЗА, в/ч 00100) — об'єднання Збройних сил Російської Федерації. Розміщене в окупованій частині Донецької області, штаб у Донецьку.
Було створене у 2014 році як корпус. Формально він належав маріонетковій «ДНР», маючи назву-прикриття "Народна міліція ДНР", проте був частиною Збройних сил Росії у Донбасі та підпорядковувся Південному військовому округу ЗС РФ. 2024 року був перетворений на 51-шу загальновійськову армію.

## Історія
Корпус був сформований на основі підрозділів, що входили до структури «Народне ополчення Донбасу».
1-й армійський корпус підпорядкований спеціально для цього створеному 12-му командуванню резерву Південного військового округу ЗС Росії зі штабом у місті Новочеркаськ Ростовської області.
У 2023 році публічно включений до складу Збройних сил РФ.
Влітку 2024 року корпус був перетворений на армію.
На основі 1-го армійського корпусу було створено Оперативно-тактичне командування «Донецьк».

## Структура
Бригади:
- 1-ша окрема мотострілецька бригада «Слов'янська» (Кальміуське), в/ч 08801;
- 5-та окрема Донецька мотострілецька (важка) бригада «Оплот» імені першого голови ДНР Олександра Захарченка (Донецьк, Докучаєвськ), в/ч 08805;
- 9-та окрема Маріупольсько-Хінганська мотострілецька бригада (Новоазовськ та Безіменне), в/ч 08819;
- 110-та окрема гвардійська мотострілецька ордена Республіки бригада (Донецьк), в/ч 08826;
- 114-а окрема гвардійська мотострілецька Єнакіївсько-Дунайська бригада (Макіївка), в/ч 08818;
- 132-га окрема мотострілецька бригада (Горлівка), в/ч 08803;
- Окрема артилерійська бригада «Кальміус» (Донецьк і Сніжне), в/ч 08802;

полки:
- окремий Краматорський комендантський полк (Донецьк), в/ч 08816;

окремі батальйони та дивізіони:
- 2-й окремий Уманський танковий батальйон «Дизель» (Донецьк), в/ч 08810;
- окремий зенітно-ракетний батальйон (Донецьк), в/ч 08817;
- окремий Празький розвідувальний батальйон спеціального призначення морської піхоти «Спарта» (Донецьк), в/ч 08806;
- окремий Іловайський гвардійський мотострілецький (штурмовий) батальйон «Сомалі» імені гвардії полковника М. С. Толстих (Донецьк), в/ч 08828, до його складу входить 1-ша окрема батальйонна тактична група «Сомалі», в/ч 08809;
- 1-й окремий батальйон спеціального призначення «Хан» (Донецьк), в/ч 08808;
- 3-й окремий батальйон спеціального призначення (Донецьк), в/ч 08827;
- окремий ремонтно-відновлювальний батальйон «Конго» (Донецьк) (командир Олександр Анатолійович Обіщенко), в/ч 08813;
- окремий батальйон управління й охорони «Павутина» (Донецьк), в/ч 08804;
- окремий батальйон матеріального забезпечення (Донецьк), в/ч 08812;
- окремий батальйон зв'язку (Донецьк) (командир І. Г. Моргун), в/ч 08804;

окремі роти:
- окрема саперно-інженерна рота (Донецьк), в/ч 08820;
- окрема рота радіолокаційної боротьби (Донецьк), в/ч 08821;
- окрема рота БПЛА (Донецьк);

Азовська флотилія:
- підрозділ спеціального призначення «Тайфун»

батальйони територіальної оборони:
- 1-й батальйон територіальної оборони (Макіївка та Горлівка), в/ч 08822;
- 2-й батальйон територіальної оборони «Шахтарська дивізія», в/ч 08814;
- 3-й батальйон територіальної оборони (будбат) (Горлівка), в/ч 08824;
- 4-й батальйон територіальної оборони, в/ч 08823;
- 5-й батальйон територіальної оборони, в/ч 08825;
- 6-й батальйон територіальної оборони, в/ч 08815.

Резервні підрозділи, створені під час мобілізації у 2022 році:
- 101-й стрілецький полк;
- 103-й стрілецький полк;
- 105-й стрілецький полк;
- 107-й стрілецький полк;
- 109-й стрілецький полк;
- 111-й стрілецький полк;
- 113-й стрілецький полк;
- 115-й стрілецький полк;
- 117-й стрілецький полк;
- 119-й стрілецький полк;
- 121-й стрілецький полк;
- 123-й стрілецький полк;
- 125-й стрілецький полк;
- 127-й стрілецький полк;
- 129-й стрілецький полк;
- 131-й стрілецький полк;
- 133-й стрілецький полк.

## Інші підрозділи
Командування внутрішніх військ (командувач Олег Васильович Макаренко «Самурай»):
- ОБТФ «Каскад»[8]
- бригада ВВ «Восток» (Донецьк) (командир підполковник Василь Васильович Бовсуновський), в/ч 5002;
- 41-й полк оперативного призначення ВВ;
- 52-й полк оперативного призначення ВВ;
- 1-й батальйон оперативного призначення «Патріот» ВВ (Донецьк), в/ч 2002;
- 11-й окремий навчальний батальйон ВВ (Горлівка) (командир старший лейтенант Ростислав Кравченко), в/ч 5001;
- 1-ша рота спеціального призначення ВВ;
- 3-тя козача рота імені полковника І. Богуна ВВ (Харцизьк) (створена на основі Громадської організації «Харцизький окремий козацький кіш імені Богуна Кальміуської паланки Українського козацтва») (командир Борис Костянтинович Баркович);
- 4-та рота «Рубіж» ВВ (Зугрес).

Республіканська державна служба охорони:
- полк охорони, в/ч 02707 (Донецьк) (командир підполковник Євген Ряднов «Немец»):
  - батальйон «Патріот», в/ч 08832;
  - батальйон «Легіон», в/ч 08830;
  - батальйон «Витязь», в/ч 08831.

МНС:
- Загін з проведення рятувальних робіт особливого ризику «Легіон» (Донецьк) (командир Сергій Сергійович Завдовєєв «Француз»), в/ч 08888

Генеральна прокуратура:
- підрозділ спеціального призначення «Барс» Управління спеціальних операцій при ГП

## Командування
- (літо — осінь 2014) генерал-майор Збройних сил РФ Зусько Михайло Степанович
- (осінь 2014 — весна 2015) генерал-майор Збройних сил РФ Солодчук Валерій Миколайович[9][10][11]
- (весна 2015 — серпень 2015) генерал-майор Збройних сил РФ Завізьон Олексій Володимирович (документи прикриття на прізвище Пілєвін, псевдо «Алігір»), відряджений з посади начальника штабу 41-ї армії.
- (весна 2016) генерал-майор Збройних сил РФ Асапов Валерій Григорович.[12]
- (2022) генерал-майор Збройних сил РФ Кутузов Роман Володимирович†

### Заступники з питань роботи з особовим складом
- (весна 2016) полковник Збройних сил РФ Чирков Євген Володимирович.[12]